# امین‌الله حسین
امین‌الله آندره حسین (زادهٔ ۳۰ خرداد ۱۲۸۴ در سمرقند یا عشق‌آباد – درگذشتهٔ ۱۸ مرداد ۱۳۶۲ در پاریس) آهنگ‌ساز ایرانی‌تبار ساکن فرانسه بود. او در شمار سرشناس‌ترین موسیقی‌دانان ایرانی در جهان است و شاید او را بتوان نخستین آهنگساز پیشروی ایران دانست که آفریده‌هایش در رپرتوار ارکسترهای جهانی قرار گرفته و بارها به اجرا درآمده است. او را می‌توان همانند گروه پنج به سرپرستی بالاکیرف در روسیه، ژان سیبلیوس در فنلاند، امانوئل اوفایا اسپانیایی، و بدریخ اسمتانا چکی را می‌توان در رده آهنگسازان رومانتیک ملی که احساسات میهن پرستانه در آفریده‌هایشان نمایان است، قرار داد.

## زندگی
امین‌الله آندره حسین در تاریخ ۲۰ ژوئن ۱۹۰۵ برابر با ۳۰ خرداد ۱۲۸۴ به دنیا آمد. دربارهٔ محل تولد امین‌الله حسین که در تذکره‌ها، «سمرقند» اشاره شده و خود او هم این مسئله را ضمن یک گفتگوی رادیویی تأیید کرده‌است، جای تردید وجود ندارد؛ زیرا تا آنجا که قدمای عشق‌آباد به یاد دارند خانوادهٔ او پس از ترک ایران، مقیم عشق‌آباد شد و به نظر می‌رسد که حسین بایستی در همان عشق‌آباد زاده شده باشد. شاید که امین‌الله حسین، سمرقند را به آن دلیل به عنوان زادگاه خود ذکر کرده که نزد غربیان شهرت بیشتری دارد تا عشق‌آباد که از شهرت چندانی برخوردار نیست. امین‌الله حسین پس از استقرار در فرانسه و گزینش آن کشور به عنوان اقامتگاه همیشگی، نام آندره را، بر نام ایرانی خود افزود و از آن پس به نام امین‌الله آندره حسین شناخته شد.
خانواده‌اش خانواده‌ای ایرانی بازرگان و متعین که از امیری به حسین تغییر نام داده بودند و به‌علت شرایط نابسامان سیاسی و اجتماعی آن روزِ ایران، از گلپایگان به شهر سمرقند، که یکی از شهرهای امپراتوری روسیه بود، کوچ کرده بودند که او در همان شهر زاده شد. پدر امین‌الله، معروف به احمد آقا حسین اُف، نَسَب آذربایجانی داشت. او مردی تاجر و سرمایه‌دار بود که در اواخر عمر، به ایران بازگشت و زندگی خود را در تنهایی سپری کرد. مادر امین‌الله به نام حوریه، فرزند آقامیرزا عبدالوهاب از اهالی سبزوار بود. حوریه و خانواده‌اش در سال‌های کودکی به عشق‌آباد کوچ کرده بودند. احمد آقا و حوریه دارای سه پسر و یک دختر بودند به نام‌های امین‌الله، محمود، ذبیح‌الله و ملکه. زبان مادری امین‌الله حسین فارسی بود، اما ته‌لهجهٔ آذری نیز داشت.
نخستین کسی که گوش امین‌الله را به موسیقی سپرد مادرش بود، که با صفحه‌های گرامافون از استادان آواز و تار ایرانی، فضای خانه را از آوای فرشتگان می‌آکند. آنان امین‌الله را در آغاز جوانی، نخست به مسکو و سپس به اروپا فرستادند، با این نیت که درس پزشکی بخواند ولی او رشتهٔ موسیقی را برگزید. به زودی خانواده به مسکو کوچ کرد تا امکان تحصیل منظم امین‌الله فراهم شود. همان‌جا بود که در سال ۱۹۱۷ انقلاب بلشویکی روی داد و پدر ناگزیر او را برای ادامه تحصیل به آلمان فرستاد، تا پس از پایان دبیرستان علاقه پدر را به داشتن فرزندی پزشک فراهم کند. اما سرنوشت که چون چرخی دائم در گردش است (آغازین مصراع ترانه کارمینا بورانا اثر کارل ارف) موسیقی‌دوست جوان را از آلمان به فرانسه رهنمون شد، تا نخستین ایرانی یا ایرانی‌تبار شود که به کنسرواتوار پاریس گام نهاد. در آلمان هم البته همزمان با طب، از محضر استادان کنسرواتوار اشتوتگارت، آرتور اشنابل در پیانو و کلات در آهنگسازی بهره برد. به‌نظر می‌رسد پدر کمک‌های مالی را بعد از این داستان قطع کرد، چرا که پس از آن امین‌الله همیشه با تهیدستی مواجه بود، به همین سبب، رابطهٔ او با خانواده‌اش در آغاز، تیره و سپس تقریباً قطع شد. می‌گفت پس از نخستین اجرای جهانی سمفونی پرسپولیس که با اقبال شنوندگان پاریسی روبه‌رو شد، وقتی با همسر فرانسوی به طرف منزل می‌رفت، پشیزی برای صرف شام نداشت.
او در فرانسه با آنا مینِوسکایا بازیگری یهودی روستبار اهل کیف ازدواج کرد. روبر حسین، کارگردان سرشناس فرانسوی پسر آنهاست که بعداً امین‌الله حسین برای فیلم‌های پسرش آهنگ ساخت.
درواقع تنها منبع درآمد حسین تصنیف موسیقی فیلم بود و بیشتر آثارش در این زمینه به فیلم‌های کارگردانی شده توسط فرزندش روبر حسین مربوط می‌شود. بعدها در سال‌های دههٔ ۱۹۷۰ از کمک‌های مالی فرح پهلوی هم بهره‌مند شد. وی سرانجام در نهم اوت ۱۹۸۳ مطابق با ۱۸ مرداد ۱۳۶۲ خورشیدی در پاریس درگذشت. یک سال پیش از آن نیز حالتی بیمارگونه داشت. مدتی هم در بیمارستان بستری گردید. این همان سالی است که تعطیلات بر روی یخ را نوشت. او در هنگام مرگ، ۷۸ سال داشت.
عباس کیارستمی قطعاتی را برای موسیقی‌های فیلم خانهٔ دوست کجاست از میان راپسودی ایرانی او برگزیده است.

## موسیقی
موسیقی حسین آکنده‌است از نغمه‌های ایرانی. او تار را در حد استادی می‌نواخت. فارسی را به خوبی صحبت می‌کرد و می‌نوشت. بهترین آثار او که اکثرشان برنامه‌ای هستند، یا تم ایرانی دارند، یا داستان ایرانی، یا هر دو. دو سمفونی حسین، آریا و پرسپولیس، از کوچ آریایی‌ها به سرزمین پارس و بعد شکوه و عظمت هخامنشیان حکایت دارد. موسیقی امین‌الله حسین را می‌توان موسیقی رومانتیک ملی به‌شمار آورد که درنیمه دوم قرن نوزدهم و نیمه اول قرن بیستم، در همه جای دنیا دوره شکوفایی رومانتیسیسم با رنگ و بوی ملی بود که زیر تأثیر جنبش‌های ملی و استقلال طلبانه پدید آمده بود.
شاهکارهای حسین مینیاتورهای ایرانی و سوئیت شهرزاد که بعد با هم موسیقی باله شهرزاد را تشکیل دادند، در سال ۱۹۷۵ تصنیف شد. برای اجرای همین باله بر صحنه تالار رودکی بود که حسین در پاییز ۱۹۷۷ برای اولین و آخرین بار به ایران سفر کرد. چهار قطعه برای تار سلو با مایه ایرانی، از زیباترین کارهای حسین به‌شمار می‌آیند؛ راپسودی‌های ایرانی نمره ۱ و ۲ که اولی در شور است و دومی در چهارگاه که با چهار مضرابی به راستی زیبا پایان می‌یابد؛ قطعه تو را دوست دارم وطنم و قطعه عبادت زردشت. البته حسین تغییراتی در پرده‌های تار داده‌بود که سازش را منحصربه‌فرد ساخته‌بود و تا جایی که نگارنده اطلاع دارد بعد از او کسی آن را دنبال نکرد. تصنیفات امین‌الله حسین برای دیگر سازها غیر از تار منحصر است به آثاری برای پیانو که ساز اصلی او محسوب می‌شد. قطعاتی کوتاه برای پیانو سلو براساس رباعیات خیام و سه کنسرتو برای پیانو و ارکستر آثار او در این زمینه هستند. اکثر آثار حسین بر روی صفحههای موسیقی از شرکت‌های بزرگ صفحه پرکنی از قبیل فیلیپس ضبط شده و موجود است. همچنین موسسه ماهور آلبوم‌های برگزیده آثار امین‌الله حسین را در ۲ سی دی روانهٔ بازار نموده‌است.
امین‌الله حسین نیز با آنکه چندان در ایران نزیسته بود، ولی دورادور به ایران عشق می‌ورزید و این عشقش را در آفریده‌های خود باز می‌تابانید. با این ویژگی که به دلیل اقامت دوره جوانی در روسیه موسیقی ملی‌گرای آن دیار بر او تأثیر می‌گذاشت. از آن گذشته نیز موسیقی کمابیش پیشرفته در جمهوری آذربایجان نیز توجه او را به سوی خود جلب می‌کرد. برهمه این‌ها باید شیوه‌های آهنگ نویسی فرانسویان را نیز افزود. ترکیب متوازنی از این تأثیرات، در واقع محتوای ملی - رومانتیک آثار حسین را به وجود می‌آورد. تکنیک آهنگسازی امین‌الله حسین بسیار ساده و روان است و شنیدن آثار او برای کسانی که سال‌ها از وطن دور افتاده‌اند، آرامش نوستالژیک و غمگنانه فراهم می‌آورد. آفریده‌های عمده امین‌الله حسین، جز آن‌ها که پیش از این یاد کردیم عبارت است از سه کنسرتو برای پیانو و ارکستر، دو سمفونی، اتودهای بی شمار و سمفونیک و قطعاتی برای پیانو، تئاتر و فیلم. همه آفریده‌های او، پس از اجرا با تحسین جمع شنوندگان و نیز نامداران روبرو شده، اجرای آن‌ها بارها تکرار شده و بعضی از آن جایی دائمی در رپرتوارهای بزرگ پیدا کرده‌است و از آن گذشته نیز تاکنون بسیاری از آثار حسین بر روی صفحه و دیسک ضبط شده‌است. به این ترتیب امین‌الله حسین را باید در صدر فهرست موسیقی دانان پیشرو ایران جای داد که راه‌هایی برای عرضه موسیقی ملی در عرصه‌های جهانی پیدا کرده‌اند.

## بازتاب
سعدی حسنی، مؤلف تاریخ موسیقی در بارهٔ امین‌الله حسین می‌نویسد که موسیقی او، اغلب به یاد وطن تصنیف شده و در همهٔ آثارش، عشق و علاقهٔ وی به ایران پیداست. با این حال، او هنوز در پاریس اقامت دارد و با تحولی که در ایران صورت گرفته، هم‌آهنگی نکرده‌است. تکنیک موسیقی او، ساده و روان است. وی شیوهٔ روسی و فرانسوی را به هم آمیخته و در بعضی آهنگ‌ها تحت تأثیر نغمه‌های آذربایجانی واقع‌شده‌است.
روزنامهٔ پاری‌ژور فرانسه، در شمارهٔ سیزدهم ژوئیه ۱۹۷۰، ضمن مطلبی تحت عنوان بازگشت آندره حسین به اصل می‌نویسد که این روزها، آندره حسین، باعرضهٔ دو صفحهٔ سی و سه دور به بازار، شامل راپسودی ایرانی، نیایش زرتشت و من وطنم را دوست دارم، بازگشتی مضاعف به اصل خود داشته‌است. این نوشتهٔ روزنامهٔ فرانسوی، انسان را به یاد مولوی می‌اندازد که گفته‌است:
هرکسی کو دور ماند از اصل خویش
بازجوید روزگار وصل خویش
روزنامهٔ پاری‌ژور در مطلبی دیگر می‌نویسد:روبر حسین، از هنرمندان هنر تئاتر و سینمای فرانسه، فرزند امین‌الله حسین است. او ساختن موسیقی متن فیلم‌هایی را که کارگردانی می‌کرد، به پدر می‌سپرد. فیلم‌های روبر حسین از قبیل کینه‌توز، طعم خشونت، یک طناب یک کلت و چند فیلم دیگر، امضای آندره حسین را دارند.
هنری مالرب نقاد سرشناس دیگری که همزمان با حسین می‌زیسته، در روزنامه‌ی کوریر دوپاری این عقیده را ابراز می‌دارد: ما با موسیقی اصیل ایرانی و فواصل آن که به مراتب پرشمارتر از فواصل غربی است، آشنا هستیم. هنگام گوش دادن به راپسودی‌های حسین که مجموعه‌ای از خیالپردازی‌های او در زمینه‌های فرهنگ بومی و نیاکانی است، این احساس به ما دست می‌دهد که مانند مونتسکیو فریاد برآوریم «آه.آه. آقای حسین، آیا شما ایرانی هستید؟ این غیرممکن است. چگونه می‌توان ایرانی بود و این اهنگ‌ها را نوشت! آندره چنان نغمات فولکلوریک ایرانی را در لایه‌ای از هارمونی غربی قرار می‌دهد که دیگر قابل شناسایی نیست…»
ناشر کمپانی فرانسوی، لوسین مایار روی صفحه‌ای که شامل سمفونی پرسپولیس است، حسین را اینگونه می‌ستاید: او، همانند یک مُغ و به لطف قریحهٔ آهنگسازی خویش، خط سیری را که روشنایی روز طی می‌کند، پشت سر گذاشته‌است. در طنین نوشته‌های او، بازتاب پرستش خورشیدکهن را می‌توان یافت. حسی از افسون تمدنی دیرینه سال، در سراسر کارهای او موج می‌زند. او موسیقیدانی است که ریشه‌ها را جستجو می‌کند و ارزش‌های جاری در شعر ایران بزرگ را تمیز می‌دهد.
رنه دومی نیل نقّاد هنری نشریهٔ لوموند دربارهٔ امین‌الله حسین چنین اظهار نظر می‌کند: در مینیاتورهای ایرانی، روح پارسی را می‌توان مجسم دید. هنر حسین، انسان را به گذشته‌ای زنده و نشاط‌بخش می‌برد که همچنان از نسلی به نسل دیگر منتقل شده‌است. مجموعه‌ای که او فراهم آورده‌است، از یک شخصیت برازنده، یک زبان موسیقی اصیل، پاک، روشن و یک احساس قوی حکایت دارد که بلافاصله به قلب راه می‌یابد.
او همچنین از زبان صمیمی، تازگی شیوهٔ ترکیب و رنگ‌آمیزی ماهرانهٔ موسیقی حسین صحبت می‌کند. وی پس از حضور در جشنواره‌ای که به افتخار امین‌الله حسین برپا شده بود، می‌نویسد:در این اصوات که بر بافت موسیقی کلاسیک غربی استوار است، جان ایران را متبلور دیدم. کشوری که در زیر آسمان آبی و بر زمین سخت و خشکش، زیباترین گلهای سرخ جهان می‌روید. خصلت مردم این سرزمین، همچون گلهای سرخ آن آمیزه‌ای از احساسات افراط آمیز و نرم و لطافت بار است؛ و شگفت آن‌که حسین نیز بازتاب این تضادها و تناقض هاست. در سمفونی شن‌ها، آرامش اندوهگین دشت‌های بی‌کرانه، ناگهان با همهمهٔ گردبادی افسارگسیخته درهم می‌ریزد. پرداختن به چنین درونمایه‌ای، پس از تجربهٔ موفق بورودین، دل و جرأت می‌خواسته‌است. مهارت حسین در تقسیم وظایفی حساس بین سازهای مختلف، تحسین‌انگیز است. گویی او، رنگین‌کمانی از نواها در آسمان می‌آراید.

## آثار
- سمفونی‌ها:

سمفونی شن‌ها
سمفونی پرسپولیس
سمفونی آریا
- باله‌ها

بالهٔ به سوی نور
بالهٔ مینیاتورهای ایرانی
بالهٔ معروف شهرزاد
بالهٔ رقص سمرالدا
بالهٔ تعطیلات بر روی یخ
- قطعات برای پیانو

پرلود شماره یک در بزرگداشت حکیم عمر خیام
رقص چَرکَسی
افسانهٔ ایرانی
آرزوها
تابلوی تابستان
صدای پای مغول
سوداگر پروانه نم‌نم پاییز
دلقک
- قطعات برای تار

راپسودی ایرانی شماره ۱ و ۲
ای وطن ترا دوست دارم
نیایش زرتشت
- قطعات برای آواز

ای ساربان
زرمه
گل و بلبل
- موسیقی متن برای سینما و تئاتر

فیلم راسپوتین
کینه‌توز
طعم خشونت
یک طناب، یک کلت